# 제1회 일본 참의원 의원 통상선거
제1회 일본 참의원의원 통상선거는 1947년 4월 20일에 시행된 일본 참의원의원의 선거이다.
이 선거는 일본국 헌법의 제정에 의해 새롭게 설치된 참의원의 첫 선거이다. 참의원의원의 개선 규정은 일본국 헌법 제46조에서 규정하고 있지만, 이 선거에서는 첫 참의원을 선출했으므로, 제102조의 규정에 따라 전 의석을 선출하여 당선 순위에 근거해 상위 당선자 125명의 그룹과 하위 당선자 125명의 그룹으로 나누었다. 상위 당선자의 임기는 규정대로인 6년으로 제3회 참의원의원 통상선거에서 개선되었지만, 하위 당선자의 임기는 3년으로 제2회 참의원의원 통상선거에서 개선되었다.

## 선거 정보

### 공시일
- 1947년 3월 20일

### 투표일
- 1947년 4월 20일

### 개선수
- 250석
  - 지역구　-　150（각 선거구의 득표수 상위 반수-임기 6년　하위 반수-임기 3년）
  - 전국구　-　100（득표수 상위 반수-임기 6년　하위 반수-임기 3년）

### 선거제도
- 지역구 -　중선거구제
  - 2인구 (단기 투표)
  - 4인구 (단기 투표)
  - 6인구 (단기 투표)
- 전국구 -　대선거구제
- 비밀투표
- 20세 이상의 남녀
- 선거권자 40,958,588명 (남성 : 19,607,513명, 여성 : 21,351,075명)

### 입후보자
- 입후보자 577명(지역구 331명, 전국구 246명)

## 선거 결과

### 투표율
- 지역구 - 61.12%

남성 : 68.60%　여성 : 54.24%
- 전국구 - 60.93%

남성 : 68.44%　여성 : 54.03%

### 정당별 의석 수
| 정당       | 지역구 | 전국구 | 합계 |
| ---------- | ------ | ------ | ---- |
| 일본사회당 | 30     | 17     | 47   |
| 자유당     | 30     | 8      | 38   |
| 민주당     | 22     | 6      | 28   |
| 국민협동당 | 6      | 3      | 9    |
| 일본공산당 | 1      | 3      | 4    |
| 기타       | 7      | 6      | 13   |
| 무소속     | 54     | 57     | 111  |
| 합계       | 150    | 100    | 250  |

### 전국구 득표 결과
| 정당       | 득표수     | 득표율 | 당선인 |
| ---------- | ---------- | ------ | ------ |
| 일본사회당 | 3,479,814  | 16.36% | 17     |
| 자유당     | 1,508,087  | 7.09%  | 8      |
| 민주당     | 1,360,456  | 6.40%  | 6      |
| 일본공산당 | 610,948    | 2.87%  | 3      |
| 국민협동당 | 549,916    | 2.59%  | 3      |
| 기타정당   | 1,058,032  | 5.00%  | 6      |
| 무소속     | 12,698,698 | 59.70% | 57     |
| 총합       | 21,271,172 |        | 100    |

### 지역구 득표 결과
| 정당       | 득표수     | 득표율 | 당선인 |
| ---------- | ---------- | ------ | ------ |
| 일본사회당 | 4,901,341  | 22.23% | 30     |
| 자유당     | 3,769,704  | 17.10% | 30     |
| 민주당     | 2,989,132  | 13.56% | 22     |
| 국민협동당 | 978,522    | 4.44%  | 6      |
| 일본공산당 | 610,948    | 3.74%  | 1      |
| 기타정당   | 1,058,032  | 4.80%  | 7      |
| 무소속     | 7,527,191  | 34.14% | 54     |
| 총합       | 21,271,172 |        | 100    |

### 주요 정당
| - 일본자유당 - 38석 | 총재 요시다 시게루 | 간사장 오노 반보쿠 |

| - 일본사회당 - 47석 | 위원장 가타야마 데쓰 | 서기장 니시오 스에히로 |

| - 민주당 - 28석 | 최고고문 사이토 다카오 가와이 요시나리 나라하시 와타루 히토쓰마쓰 사다요시 아시다 히토시 기무라 고자에몬 이누카이 다케루 | 간사장 이시구로 다케시게 |

| - 국민협동당 - 9석 | 서기장 미키 다케오 | 부서기장 하야카와 다카시 | 중앙상임위원회의장 오카다 세이이치 | 정무조사회장 후나다 교지 |

| - 일본공산당 - 4석 | 서기장 도쿠다 규이치 | 정치국원 시가 요시오 노사카 산조 |

- 기타 - 13석

## 선거 이후

### 국회
제1회 특별회
회기 : 1947년 5월 20일 ~ 12월 9일
- 참의원의장 선거

마쓰다이라 쓰네오 99표, 사쿠라우치 다쓰로 79표, 구로다 히데오 39표, 마쓰모토 지이치로 2표, 사토 나오타케 오자키 유키테루 각 1표
결선투표
마쓰다이라 쓰네오 128표, 사쿠라우치 다쓰로 95표
- 참의원부의장 선거

마쓰모토 지이치로 127표, 구로다 히데오 89표, 사쿠라우치 다쓰로 3표, 사토 나오타케 오자키 유키테루 각 2표, 다나카 고타로 우메하라 신류 노다 슌사쿠 사이온지 긴카즈 와다 히로오 각 1표
- 수반 지명 선거

가타야마 데쓰(일본사회당) 205표, 시데하라 기주로(민주당) 1표, 오자키 유키테루 1표